# Kupači kod Asnièresa
Kupači kod Asnièresa (francuski: Une Baignade, Asnières) je slika poentilista Georgesa Seurata. Uz Nedjeljno poslijepodne na otoku La Grande Jatte, ova slika se smatra njegovim najznačajnijim djelom. Svoju specifičnost ova velika slika je stekla zbog svojih elemenata koji su raspoređeni prema pravilu zlatnog reza.
Seurat je završio sliku 1884. godine, kad je imao tek dvadeset i četiri godine. Iste godine ju je prijavio na Pariški salon, ali je slika odbijena. Slika je zbunjivala slikareve suvremenike i nije prepoznata kao značajno djelo do umjetnikove smrti. Danas se nalazi u Nacionalnoj galeriji u Londonu gdje se drži za jedno od 30 najznačajnijih djela ove kolekcije.
Na slici je prikazan prizor iz predgrađa Pariza s izoliranim figurama na obali rijeke Seine, njihovom odjećom skupljenom na hrpu, drvećem, vanjskim gradskim zidinama i zgradama u pozadini. Kompleksnom kombinacijom poteza kista i besprijekornom primjenom suvremene teorije boja Seurat je postigao osjećaj nježnog titranja i bezvremenosti prizora.